# Famille Dâgar
La famille Dâgar est une dynastie de musiciens indiens musulmans, spécialisés dans la musique de cour avec le style dhrupad, dédié aux dieux hindous entre autres.
C'est aussi une gharânâ (école) de chant et de vînâ, la Dâgarvani, dans le cadre de la musique indienne hindoustanie, installée à Bhopal.
Les Dâgar ont sillonné le monde entier, donnant des concerts de musique très appréciés, en plus d'une discographie très importante. Ils sont la référence pour la musique vocale indienne. Leur style favorise un développement mélodique et lent des râgas avec des âlâps très longs, à l'inverse de la famille Mallik (de la Darbhangâ gharânâ) qui privilégie l'aspect rythmique.

## Personnalités

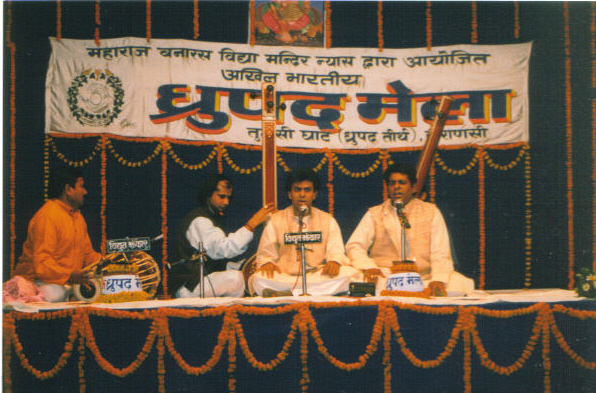
Nafessuddin et Anisuddin Khân Dâgar

- Alâbande Khân Dâgar (1855-1922), chanteur musicien de cour au Rajasthan, à Udaipur et Âlwâr.
  - Nasîruddîn Khân Dâgar (1895-1936), chanteur musicien de cour à Indore. Ses quatre fils sont connus pour s'être regroupés en deux duos Dagar brothers et Younger Dagar brothers
    - Nasîr Moinuddîn Khân Dâgar (1921-1966)
    - Nasîr Amînuddîn Khân Dâgar (1923-2000)
    - Nâsir Zahîruddin Khân Dâgar (1933-1994)
    - Nâsir Faiyâsuddîn Khân Dâgar (1934-1989)
      - Qamar Khân Dâgar, joueuse de tampura
      - Musarrat Khân Dâgar, joueuse de tampura
      - Faiyaz Wasifuddin Khân Dâgar (1969), joueur de tampura

  - Rahîmuddîn Khân Dâgar (1901-1976)
    - Rahîm Fahîmuddîn Khân Dâgar (1927)

  - Imâmuddîn Khân Dâgar
  - Hussainnuddîn Khân Dâgar
    - Hussain Sayeeuddîn Dâgar (1939)
      - Nafessuddin Khân Dâgar
      - Anisuddin Khân Dâgar
- Zâkiruddîn Khân Dâgar (1840-1923)
  - Ziâuddîn Khân Dâgar (1886-1946)
    - Ziâ Mohinuddîn Khân Dâgar (1929-1990), Bînkar, joueur de rudra-vînâ, surbahar, sursingar et sitar.
      - Bahauddin Dâgar (1970), Bînkar, joueur de rudra-vînâ.

    - Ziâ Fariduddîn Khân Dâgar (1933)

## Pour approfondir